# Spheginobaccha ruginosa
Spheginobaccha ruginosa är en tvåvingeart som beskrevs av Dirickx 1995. Spheginobaccha ruginosa ingår i släktet Spheginobaccha och familjen blomflugor.
Artens utbredningsområde är Madagaskar. Inga underarter finns listade i Catalogue of Life.